# HD 117440
HD 117440 ( eller HR 5089) är en dubbelstjärna i den norra delen av stjärnbilden Kentauren som också har Bayer-beteckningen d Centauri. Den har en kombinerad skenbar magnitud av ca 3,90 och är svagt synlig för blotta ögat där ljusföroreningar ej förekommer. Baserat på parallaxmätning inom Hipparcosuppdraget på ca 3,6 mas, beräknas den befinna sig på ett avstånd på ca 900 ljusår (ca 280 parsek) från solen. Den rör sig närmare solen med en heliocentrisk radialhastighet på ca -2 km/s.

## Egenskaper
Primärstjärnan HD 117440 A är en gul till vit jättestjärna av spektralklass G7 III. Den har en massa som är ca 7,5 solmassor, en radie som är ca 70 solradier och har ca 3 000 gånger solens utstrålning av energi från dess fotosfär vid en effektiv temperatur av ca 4 700 K.
Följeslagare HD 117440 B rapporterades först av T. J. J. Se 1897 med en vinkelseparation av 0,2 bågsekunder från primärstjärnan. Omloppselement för paret publicerades av W. S. Finsen 1962 och uppdaterades sedan 1964, vilket gav en omloppsperiod av 83,1 år med en halv storaxel på 0,161 bågsekund och en excentricitet på 0,52. Båda komponenterna är utvecklade jättestjärnor av spektraltyp G med en gul, solliknande färgnyans.